# Autorizovaný inženýr

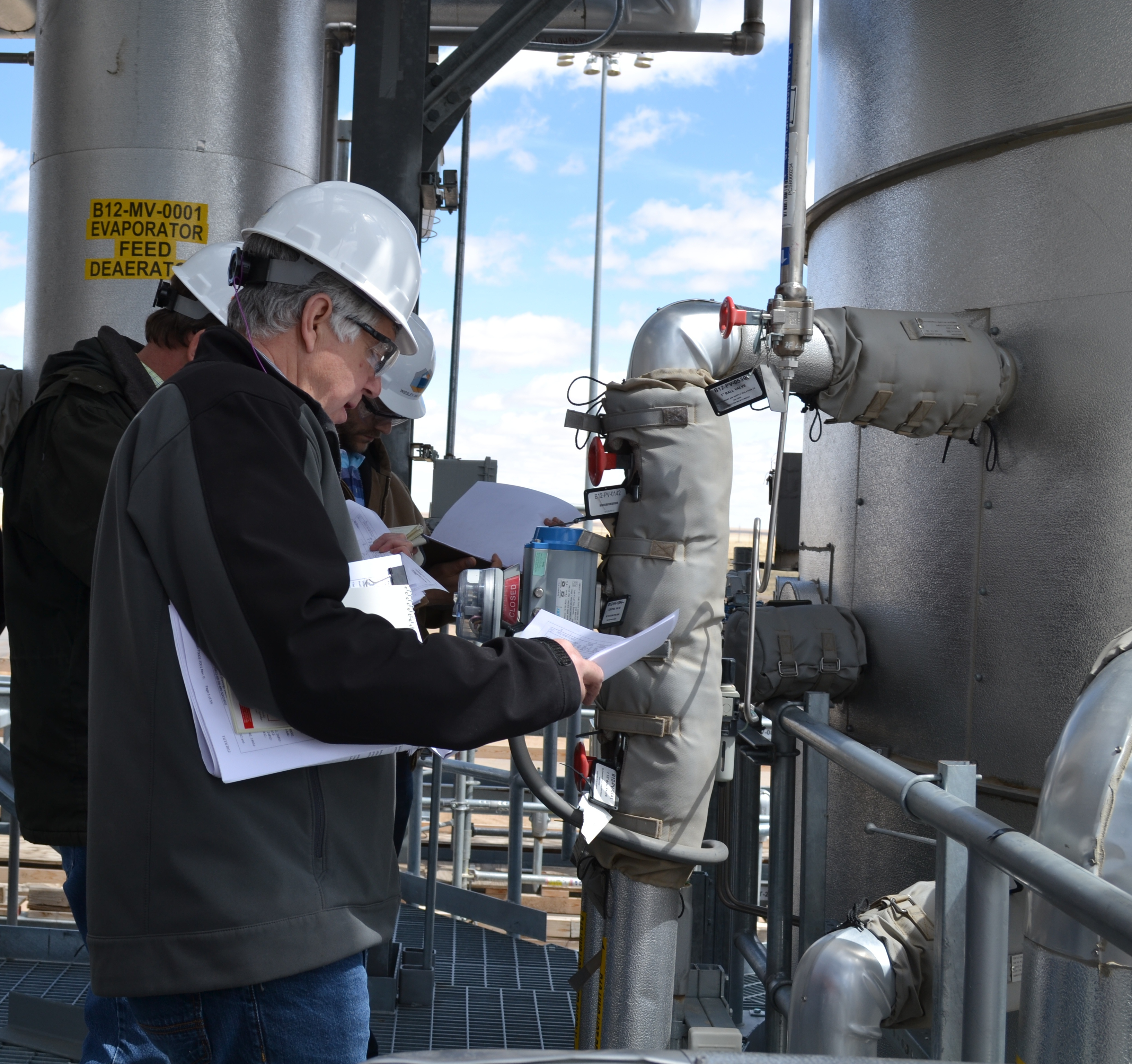
Autorizace ve výstavbě

Autorizovaný inženýr (pro absolventy bakalářského nebo maturitního vzdělání označení – autorizovaný technik, autorizovaný stavitel) je odborník v oblasti stavebnictví, který získal autorizaci od České komory autorizovaných inženýrů a techniků činných ve výstavbě (ČKAIT). Tato autorizace opravňuje k výkonu vybraných činností ve výstavbě, jako je projektování, dozor projektanta, vedení staveb na pozici stavbyvedoucího, a to v souladu se zákonem č. 360/1992 Sb., o výkonu povolání autorizovaných architektů a inženýrů.
Autorizovaná osoba vykonává odborné činnosti v oblasti výstavby a technické infrastruktury s vysokou odborností, etickým přístupem a s ohledem na ochranu veřejného zájmu. Při činnostech, kde existuje zvýšené riziko ohrožení života, zdraví, majetku či životního prostředí (např. dopravní stavby, vodní díla, energetická zařízení, stavby s vysokým počtem osob), musí autorizovaná osoba:
- Zajišťovat bezpečnost projektovaných nebo realizovaných staveb podle platných právních předpisů, norem a technických pravidel.
- Identifikovat a hodnotit rizika, která mohou vést k ohrožení veřejného zájmu, a přijímat odpovídající technická a organizační opatření.
- Zohlednit dlouhodobý dopad řešení na zdraví lidí, bezpečnost uživatelů a udržitelnost prostředí.

## Charakteristiky autorizovaného inženýra
- Má odpovídající vzdělání a praxi v technických oborech souvisejících se stavebnictvím
- Úspěšně složil autorizační zkoušku před komisí ČKAIT
- Je zapsán v seznamu autorizovaných osob vedeném ČKAIT
- Má právo používat autorizační razítko, kterým potvrzuje odbornou způsobilost k dané činnosti
- Je vázán etickým kodexem a odpovědností za správnost a bezpečnost svých rozhodnutí

Autorizace je vázána na konkrétní obor a specializaci.

## Podmínky získání autorizace
- Odpovídající vzdělání oboru nebo směru příbuzném požadovanému oboru autorizace
- Odborná praxe (3 roky pro absolventy magisterského studijního programu, 5 let pro absolventy bakalářského nebo maturitního vzdělání)
- Zkouška odborné způsobilosti a z právních předpisů
- Složení předepsaného slibu ČKAIT

## Obory autorizace a specializace ČKAIT
| 11 oborů autorizace                                       | Pro stupně autorizace | Pro stupně autorizace | Pro stupně autorizace |
| Pozemní stavby (PS)                                       | AI                    | AT                    | AS                    |
| Dopravní stavby (DS)                                      | AI                    | AT                    | AS                    |
| Stavby vodního hospodářství a krajinného inženýrství (VS) | AI                    | AT                    | AS                    |
| Mosty a inženýrské konstrukce (MIK)                       | AI                    | AT                    | AS                    |
| Technologická zařízení staveb (TZS)                       | AI                    | AT                    | —                     |
| Technika prostředí staveb (TPS)                           | AI                    | AT                    | —                     |
| Statika a dynamika staveb (SaD)                           | AI                    | —                     | —                     |
| Městské inženýrství (MI)                                  | AI                    | —                     | —                     |
| Geotechnika (GE)                                          | AI                    | AT                    | —                     |
| Požární bezpečnost staveb (PBS)                           | AI                    | AT                    | —                     |
| Stavby pro plnění funkce lesa (LS)                        | AI                    | —                     | —                     |
| 2 specializace                                            |                       |                       |                       |
| Energetické auditorství (EA)                              | AI                    | AT                    | —                     |
| Zkoušení a diagnostika staveb (ZaD)                       | AI                    | —                     | —                     |

### Stupně autorizace
- Autorizovaný inženýr (AI)
- Autorizovaný technik (AT)
- Autorizovaný stavitel (AS)